# Schwarzkopfsittich
Der Schwarzkopfsittich (Platycercus venustus), auch Brownsittich genannt, ist eine Papageienart und wird zu den Plattschweifsittichen gezählt. Er kommt ausschließlich in Australien vor. Es handelt sich um einen seltenen Sittich mit einer nur lückenhaften Verbreitung, dessen Bestand rückläufig ist. Dies ist möglicherweise auf eine zunehmende und nachhaltige Trockenheit zurückzuführen, die sich in seinem Verbreitungsgebiet nach der Brandrodung der Baumsavanne und der anschließenden Beweidung mit Rindern und Schafen einstellte.
Der Name der Art ehrt den Botaniker Robert Brown.

## Erscheinungsbild
BSchwarzkopfsittiche erreichen eine Körperlänge von 28 Zentimetern und wiegen zwischen 78 und 100 Gramm.
Die Männchen der Schwarzkopfsittiche haben ein überwiegend schwarzes Kopfgefieder. Lediglich die Wangenflecken sind weiß mit einer variablen blauvioletten unteren Begrenzungslinie. Die Afterregion und die Unterschwanzdecken sind rot. Die Körperunterseite ist ansonsten hellgelb, wobei die einzelnen Federn schwarz gesäumt ist. Dieser Teil des Gefieders wirkt deshalb stark geschuppt. Der Hinternacken, der Vorderrücken sowie die Schirmfedern sind schwarz. Die einzelnen Federn haben einen breiten hellgelben Saum. Der Flügelbug, die äußeren Armdecken und die mittleren äußeren Flügeldecken sind blauviolett, wobei die Färbung der äußeren Armdecken insgesamt etwas heller ist. Die Handdecken, Hand- und Armschwingen sind schwarzbraun. Der Hinterrücken, der Bürzel sowie die Oberschwanzdecken sind hellgelb. Die inneren Steuerfedern sind auf der Oberseite dunkel Bronzegrün und gehen auf der Innenfahne sowie an der Spitze der Steuerfedern in ein Dunkelblau über. Der Schnabel ist gräulich hornfarben. Die Iris ist dunkelbraun.
Die Weibchen gleichen den Männchen, allerdings ist das Schwarz des Kopfgefieders bei ihnen etwas matter. Bei den Jungvögeln ist das Gefieder insgesamt etwas matter als bei ausgewachsenen Exemplaren. Scheitel- und Nackenregion sind bei den meisten Individuen von einem matten Grauschwarz mit vereinzelten roten Federn. Die Federn auf dem Vorderrücken und die Schirmfedern sind dunkelgrau mit breitem hellgelbem Saum. 
Der Flug der Schwarzkopfsittiche ist schnell und verläuft insgesamt weniger wellenförmig, als dies für andere Plattschweifsittiche charakteristisch ist. Kurze Strecken überwinden sie, indem sie knapp über dem Boden fliegen. Sie gleiten aufwärts, wenn sie sich in einem Baum niederlassen wollen. Größere Strecken überwinden sie in einer Flughöhe, die deutlich über den Baumwipfeln liegt.

## Verbreitung und Lebensraum
Schwarzkopfsittiche sind im Nordwesten und im Norden von Australien beheimatet und kommen dort auch auf einigen küstennahen Inseln vor. Sie bewohnen unterschiedliche Lebensräume, insbesondere offene Wälder, wo sie solche Regionen bevorzugen, die Wasserläufe aufweisen. Sie sind auch in Hochsavannen sowie in Galeriewäldern nachgewiesen worden. Weite Wanderungen sind für Schwarzkopfsittiche uncharakteristisch. In Trockenzeiten halten sie sich lediglich in größerer Nähe zu den Wasserläufen auf.

## Verhalten
Schwarzkopfsittiche fressen Samen, Früchte, Beeren, Blüten, Nektar und vermutlich wie die meisten australischen Papageien auch Insekten und deren Larven. Grassamen spielen ebenso wie die Samen von Eukalyptusbäumen eine große Rolle in ihrer Ernährung. 
Es bestehen bislang keine gesicherten Erkenntnisse, in welchen Zeitraum die Fortpflanzungszeit des Schwarzkopfsittichs fällt. Ebenso ist sehr wenig über die Aufzucht der Nestlinge in freier Wildbahn bekannt. Die Lautäußerungen der Männchen steigen zu Beginn der Fortpflanzungszeit an, weil sie sich in dieser Zeit lautstark um geeignete Bruthöhlen zanken.
Schwarzkopfsittiche sind Höhlenbrüter, die gewöhnlich in Eukalyptusbäumen in der Nähe von Wasser nisten. Das Gelege besteht aus zwei bis vier Eiern. Nistgrundlage in der Bruthöhle ist Holzmulm.

## Belege